# TV 도쿄 금요일 밤 8시 드라마
TV 도쿄 금요일 밤 8시 드라마(일본어: テレビ東京金曜8時枠の連続ドラマ)는 TV 도쿄 계열에서 매주 금요일의 드라마이다.

## 개요
이 틀 드라마의 역사는 개국 1년도 안 1965년 1월 29일에 시작한 해외 명작 '루트 66'가 처음이다. 이후에도 해외 작품을 계속하지만, 도쿄 12 채널의 경영난에 따른 방송 시간 축소. 22시 범위에서 「아사히 신문 오늘의 뉴스 '가 다시 이동했기 때문에 중단. 재개 후 해외 작품 · 공개 코미디 현대극을 방송하는 것도, 그 후 1974년에 해외 작품 "하타리! 아프리카 맹수 경계"와 1982년 "괴로워 도라에티 '을 방송했을 뿐, 이후 2006년 10월 20일에 시대극 '도망자 오린」을 시작할 때까지 이 틀은 전혀 드라마가 방송되지 않게 되었다.
또한, TV 도쿄는 2014년의 개국 50주년을 맞이하여 2013년 10월 개편에서 2011년 9월 종료된 월요일 22시 범위 드라마 이후 끊겼던 골든 프라임 프레임의 연속 드라마인 금요일 20시 범위에서 재개했다. 프레임 이름은 "금요일 8시 드라마".

## 같이 보기
- TV 도쿄 월요일 밤 10시 드라마
- 금요일 8시 드라마
- 드라마 Biz